# Frontera entre França i Mònaco
La frontera entre França i Mònaco és la frontera que separa els estats de Mònaco i França, estat membre de la Unió Europea i integrat en l'Espai Schengen. És l'única frontera del principat, i el seu territori terrestre i marítim queda totalment enclavat a França. És la més petita de les fronteres de França amb una longitud de 5,5 km (terrestre).

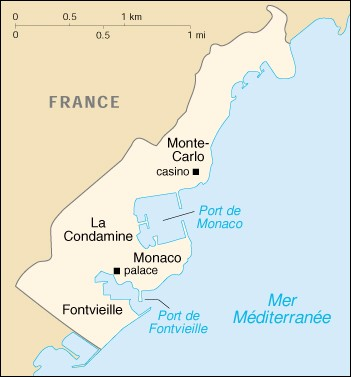
Mapa del principat de Mònaco

## Frontera terrestre

### Història
El traçat de la frontera resulta, al costat a l'est i en algunes parts de la cara nord, del Tractat sobre la transferència a França de Menton i Ròcabruna per quatre milions de francs d'or, signat a París el 2 de febrer 1861. La resta del traçat reprèn el signat entre el Regne de Piemont-Sardenya i el Principat de Mònaco com era abans de 1861. El costat sud-oest, al barri de Fontvieille guanyat al mar, és el resultat de l'extensió de mar des de la frontera terrestre amb Caup d'Alh. Les relacions entre França i Mònaco es regeixen pel Tractat franco-monegasc de 17 de juliol de 1918, complementat, en particular, per una sèrie d'acords, incloent una convenció de veïnatge del 18 de maig de 1963.

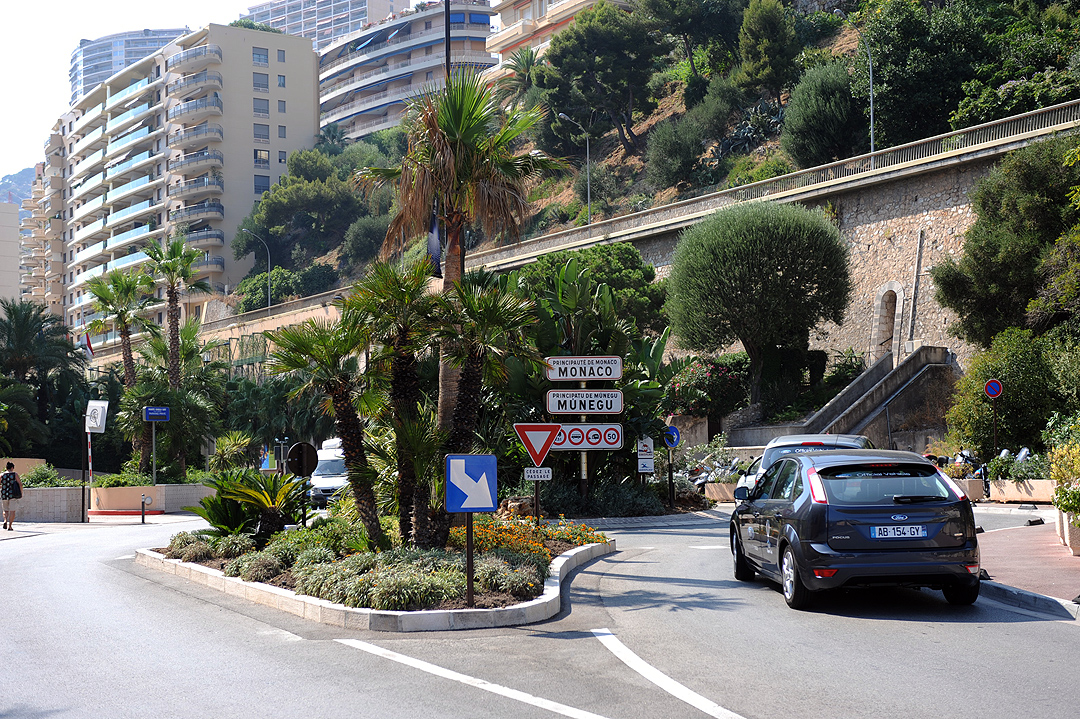
Frontera amb el Principat de Mònaco a Ròcabruna a l'Avinguda Princesse Grace.

### Característiques
La frontera terrestre franc-monegasca s'estén a més de 5.469 metres, a l'oest, nord i est del territori del Principat de Mònaco, convertint-la en una de les fronteres terrestres internacionals les més curtes. Les comunes franceses limítrofes amb la frontera, Caup d'Alh, La Túrbia, Bèusoleu i Ròcabruna, totes elles situades al departament dels Alps Marítims a la regió Provença-Alps-Costa Blava.
El seu traçat de vegades planteja alguns problemes d'harmonització de les normes d'urbanisme, ja que de vegades alguns edificis se situen a la frontera en aquesta zona de Costa Blava molt densament poblada.

## Frontera marítima

### Història
La frontera marítima entre els dos països es va determinar mitjançant un conveni signat, de 16 de febrer de 1984, que va entrar en vigor el 22 d'agost de 1985. Anteriorment, els límits de les aigües territorials eren definides per una declaració conjunta de 20 d'abril 1.967.

### Característiques
Les zones marítimes monegasques cobreixen més enllà de la costa, no sols una estreta franja de mar a pocs quilòmetres d'ample, sinó que s'estenen a mig camí entre Mònaco i Còrsega. Per tant, les aigües territorials monegasques estan definides per arcs de loxodromia que uneixen els punts de coordenades geogràfiques següents (en sistema geodèsic ED50):
- A0 : 43° 45′ 01.49″ N, 7° 26′ 22.14″ E / 43.7504139°N,7.4394833°E
- A1 : 43° 44′ 35.50″ N, 7° 27′ 12.60″ E / 43.7431944°N,7.4535000°E
- A2 : 43° 33′ 09.00″ N, 7° 31′ 42.00″ E / 43.5525000°N,7.5283333°E
- B2 : 43° 31′ 46.00″ N, 7° 29′ 48.00″ E / 43.5294444°N,7.4966667°E
- B0 : 43° 43′ 32.90″ N, 7° 25′ 10.50″ E / 43.7258056°N,7.4195833°E

L'espai marítim sota sobirania monegasca s'estén encara més fins a l'arc de loxodromia que uneix els punts de coordenades geogràfiques següents: 
- A3 : 42° 57′ 59.00″ N, 7° 45′ 25.00″ E / 42.9663889°N,7.7569444°E
- B3 : 42° 56′ 47.00″ N, 7° 43′ 26.00″ E / 42.9463889°N,7.7238889°E

Finalment, els límits marítims formen un quadrilàter d'uns 90 km de longitud (gairebé el 50 milles nàutiques) sobre gairebé 1.9 km d'amplada (aproximadament 1 milla nàutica). En total, abasten aproximadament 185 km².